# Lumières
Lumières, celým názvem Lumières de la presse internationale (Lumièrové mezinárodního tisku), též známé jako prix Lumières (cena Lumières) je francouzské filmové ocenění. Od roku 1996 ho uděluje Académie des Lumières de la presse internationale složená z korespondentů mezinárodního tisku se sídlem v Paříži. Každý rok 123 mezinárodních dopisovatelů zastupujících 61 zemí hlasuje o ocenění nejlepších filmů z francouzské kinematografie za předchozí rok. Lumières tak fungují na stejném modelu jako Zlatý glóbus ve Spojených státech.

## Dějiny
Ocenění vymysleli v roce 1995 americký novinář Edward Behr a francouzský producent Daniel Toscan du Plantier. Má pro francouzskou kinematografii představovat to, co pro anglicky hovořící kinematografii Zlatý glóbus udělovaný Asociací zahraničních novinářů v Hollywoodu. První ocenění byla rozdána v lednu 1996.
Seznam ocenění se v průběhu let vyvíjel. Původně existovalo pět kategorií, ke kterým postupem času přibývaly další. Např. v roce 2000 se objevily kategorie pro nadějné herce a herečky, v roce 2003 se místo ceny za nejlepší zahraniční film začal oceňovat nejlepší frankofonní film. Od roku 2014 se uděluje cena za nejlepší filmový debut.
Lumières získaly podporu televizní stanice TV5 Monde, díky níž je ocenění šířené po celém světě (v letech 2006-2011 existovala cena světové veřejnosti) a také Národního centra pro kinematografii a animaci a pařížské radnice.
Ocenění je často vnímáno jako předběžná soutěž o Césary nastiňující trendy, ovšem výběr a porota jsou různého zaměření. Stejně jako Zlaté glóby pro Oscary ve Spojených státech mohou Lumière zmapovat trend budoucích cen César, ale také nejsou absolutním ukazatelem. Voličů Lumières je kolem stovky ve srovnání s více než 4000 pro Akademii filmových umění a technik a členové obou institucí nejsou stejní. Lumières udělují zahraniční novináři sídlící v Paříži a Césary udělují profesionálové z oblasti kinematografie (režiséři, technici, producenti, herci, distributoři atd.). Ve skutečnosti se pohled často liší. Z třiadvaceti filmů, které získaly cenu Lumières za nejlepší film, jen 12 z nich získalo také obdobného Césara.

## Trofej
Udělovaná trofej vytvořila Pařížská mincovna, jejím autorem je Joaquín Jiménez a představuje plamen pokrývající Eiffelovu věž.

## Seznam kategorií ocenění
- Nejlepší film
- Nejlepší režie
- Nejlepší herec
- Nejlepší herečka
- Mužské zjevení (od roku 2000)
- Ženské zjevení (od roku 2000)
- Nejlepší scénář
- Nejlepší snímek (od roku 2008)
- Nejlepší filmový debut (od roku 2014)
- Nejlepší dokumentární film (od roku 2016)
- Nejlepší hudba (od roku 2016)
- Nejlepší animovaný film (od roku 2017)
- Nejlepší mezinárodní koprodukce (od roku 2020)
- Zaniklé kategorie
  - Nejlepší francouzsky mluvený film (2003-2019)
  - Nejlepší zahraniční film (1996-2002)